# Gisbert Greshake
Gisbert Greshake (n. 10 de octubre de 1933, Recklinghausen, Renania del Norte-Westfalia, Alemania) es un teólogo católico y profesor de dogmática.
Estudió filosofía, teología católica y música sacra de 1954 a 1961 en la Universidad de Münster y en la Pontificia Universidad Gregoriana de Roma. En 1960 es ordenado sacerdote y obtiene el doctorado, algunos años después ya asiste al teólogo Walter Kasper en la Universidad de Münster. Obtiene su habilitación en 1972 en la Universidad de Tubinga, donde es nombrado como profesor adjunto. En 1974 acepta la propuesta de ser profesor de Teología e Historia del Dogma en la Universidad de Viena. Desde 1985 es profesor emérito de la cátedra de Dogmática y Teología ecuménica en la Universidad de Friburgo. De 1998 a 2006 tuvo una residencia como profesor visitante en la Universidad Gregoriana de Roma.
Su investigación y enseñanza teológicas se centran en la escatología, la gracia, la espiritualidad y la teología eclesiástica.